# Oreodytes meridionalis
Oreodytes meridionalis is een keversoort uit de familie waterroofkevers (Dytiscidae). De wetenschappelijke naam van de soort is voor het eerst geldig gepubliceerd in 1971 door Binaghi & Sanfilippo.